# Internationale Theologische Kommission
Die päpstliche Internationale Theologische Kommission (ITK), bisweilen auch Internationale Theologenkommission (italienisch Commissione Teologica Internazionale, lat.: Commissio Theologica Internationalis, CTI) wurde auf Anregung der ersten Bischofssynode von 1967 im Jahr 1969 in Rom durch Papst Paul VI. eingerichtet. Sie begleitet das lehramtliche Wirken des Papstes und die Arbeit des Dikasteriums für die Glaubenslehre.

## Zusammensetzung und Aufgaben
Der Papst beruft die Mitglieder der Kommission für jeweils fünf Jahre und stellt ihr bestimmte Arbeitsaufgaben. Es können bis zu 30 Mitglieder berufen werden, die sich mindestens einmal im Jahr für eine Woche treffen müssen. Präsident der ITK ist stets der Präfekt der Glaubenskongregation. Generalsekretär seit dem 17. Dezember 2011 ist der französische Dominikaner Serge-Thomas Bonino OP.
Wesentlicher Zweck der Kommission ist die theologische Begleitung des lehramtlichen Wirkens des Papstes und der Bischöfe, insbesondere auch eine Mitarbeit an den Aufgaben der Glaubenskongregation. Die ITK hat derzeit 30 Mitglieder. Darunter sind fünf Frauen.

### 1. Quinquennium (1. Mai 1969 – 1. August 1974)
- Barnabas Ahern CP
- Hans Urs von Balthasar
- Louis Bouyer CO
- Walter J. Burghardt SJ
- Carlo Colombo
- Yves Congar OP
- Philippe Delhaye
- Johannes Feiner
- André Feuillet PSS
- Lucio Gera
- Olegario González de Cardedal
- Ignace Abdo Khalifé SJ
- Franz Lakner SJ
- Marie-Joseph Le Guillou OP
- Joseph Lescrauwaet MSC
- Bernard Lonergan SJ
- Henri de Lubac SJ
- Andreas H. Maltha OP
- Jorge Arturo Medina Estévez
- Peter Nemehegyi SJ
- Stanislaw Olejnik
- Gerard Philips
- Karl Rahner SJ
- Joseph Ratzinger
- Roberto Mascarenhas Roxo
- Tomislav Janko Šagi-Bunić OFMCap
- Rudolf Schnackenburg
- Heinz Schürmann
- Tharcisse Tshibangu Tshishiku
- Cipriano Vagaggini OSB

### 2. Quinquennium (1. August 1974 – 12. August 1980)
- Barnabas Ahern CP
- Juan Alfaro SJ
- Catalino G. Arevalo SJ
- Hans Urs von Balthasar
- Louis Bouyer CO
- Walter J. Burghardt SJ
- Carlo Caffarra
- Raniero Cantalamessa OFMCap
- Yves Congar OP
- Philippe Delhaye
- Edouard Dhanis SJ
- Wilhelm Ernst
- Olegario González de Cardedal
- Edouard Hamel SJ
- Bogusław Inlender
- Bonaventura Kloppenburg OFM
- Marie-Joseph Le Guillou OP
- Karl Lehmann
- Joseph Lescrauwaet MSC
- John Mahoney SJ
- Gustave Martelet SJ
- Jorge Arturo Medina Estévez
- Vincent Mulago
- Joseph Ratzinger
- Georges Abi-Saber OLM
- Heinz Schürmann
- Otto Semmelroth SJ
- Anton Strlé
- Jean-Marie Tillard OP
- Cipriano Vagaggini OSB
- Jan Walgrave OP

Louis Bouyer akzeptierte nicht die Ernennung aus persönlichen Gründen und wurde durch Edouard Dhanis ersetzt.

### 3. Quinquennium (12. August 1980 – 23. Mai 1986)
- Barnabas Ahern CP
- Juan Alfaro SJ
- Catalino G. Arevalo SJ
- Hans Urs von Balthasar
- Carlo Caffarra
- Giuseppe Colombo
- Yves Congar OP
- Philippe Delhaye
- Wilhelm Ernst
- Pierre Eyt
- Ivan Fuček SJ
- Ferenc Gál
- Edouard Hamel SJ
- Walter Kasper
- Elie Khalifé-Hachem OLM
- Bonaventura Kloppenburg OFM
- Michael Ledwith
- Karl Lehmann
- Jorge Arturo Medina Estévez
- John Onaiyekan
- Carl Peter
- Cándido Pozo SJ
- Walter Principe CSB
- Ignacy Różycki
- Christoph Schönborn OP
- Heinz Schürmann
- Bernard Sesboüé SJ
- John Thornhill SM
- Cipriano Vagaggini OSB
- Jan Walgrave OP

### 4. Quinquennium (23. Mai 1986 – 3. Juli 1992)
- Barthélemy Adoukonou
- Jan Ambaum
- Hans Urs von Balthasar
- Jean-Louis Bruguès OP
- Carlo Caffarra
- Jean Colbon
- Giuseppe Colombo
- Georges Cottier OP
- Philippe Delhaye
- Wilhelm Ernst
- John Finnis
- Joachim Gnilka
- José Miguel Ibáñez Langlois (Opus Dei)
- Walter Kasper
- Bonaventura Kloppenburg OFM
- Gilles Langëvin SJ
- Michael Ledwith
- William May
- Jorge Arturo Medina Estévez
- Peter Miyakawa
- Francis Moloney SDB
- Stanisław Nagy SCI
- Henrique de Noronha Galvão
- James Okoye CSSp
- Franc Perko
- Carl Peter
- Cándido Pozo SJ
- Christoph Schönborn OP
- Jan Walgrave OSB
- Felix Wilfred

### 5. Quinquennium (3. Juli 1992 – 10. Oktober 1997)
- Charles Acton
- Barthélemy Adoukonou
- Jan Ambaum
- Jean-Louis Bruguès OP
- Giuseppe Colombo
- Jean Corbon
- Georges Cottier OP
- Joseph Doré PSS
- Avery Dulles SJ
- Mario de França Miranda SJ
- Adolphe Gesché
- Joachim Gnilka
- Ivan Golub
- Gosta Hallosten
- Tadahiko Iwashima SJ
- Sebastian Karotemprel SDB
- Luis Ladaria SJ
- Gilles Langevin SJ
- Michael Ledwith
- William May
- Francis Moloney SDB
- Stanisław Nagy SCI
- Henrique de Noronha Galvâo
- Joseph OBei-Bonsu
- Servais Pinckaers OP
- Hermann Josef Pottmeyer
- Cándido Pozo SJ
- Christoph Schönborn OP
- Norbert Klemens Strotmann Hoppe MSC
- Andrzej Szostek MIC

Ernennung am 19. November 1992
- Max Thurian
- László Vanyo

### 6. Quinquennium (10. Oktober 1997 – 9. Februar 2004)
- Charles Acton
- Christopher Begg
- Tanios Bou Mansour OLM
- Jean-Louis Bruguès OP
- Georges Cottier OP
- Santiago del Cura Elena
- Joseph Augustine Di Noia OP
- Willem Jacobus Eijk
- Bruno Forte
- Mario de França Miranda SJ
- Pierre Gaudette
- Adolphe Gesché
- Gösta Hallonsten
- George Karakkunnel
- Sebastian Karotemprel SDB
- Luis Ladaria SJ
- Roland Minnerath
- Francis Moloney SDB
- Gerhard Ludwig Müller
- Henrique de Noronha Galvão
- Thomas Norris
- Adewale Anthony Ojo
- Hermann Josef Pottmeyer
- Rafael Salazar Cardenas MSpS
- Fadel Sidarouss SJ
- Anton Strukelj
- Luis Antonio Gokim Tagle
- Shun’ichi Takayanagi SJ
- László Vanyo
- Tomasz Węcławski
- Sergio Zañartu Undurraga SJ

### 7. Quinquennium (9. Februar 2004 – 19. Juni 2009)
- Peter Damian Akpunonu
- Serge-Thomas Bonino OP
- Geraldo Luis Borges Hackmann
- Sara Butler MSBT
- Antonio Castellano SDB
- Basil Cho Kyu-man
- Santiago del Cura Elena
- Adelbert Denaux
- Gilles Emery OP
- Ricardo Antonio Ferrara
- Bruno Forte
- Pierre Gaudette
- Barbara Hallensleben
- Savio Hon Tai-Fai SDB
- Tomislav Ivančić
- István Ivancsó
- Anthony Kelly CSsR
- Luis Ladaria SJ
- Johannes Wilhelmus Maria Liesen
- John Michael McDermott SJ
- Paul McPartlan
- Roland Minnerath
- Thomas Norris
- Johannes Reiter
- Paul Rouhana
- Ignazio Sanna
- Léonard Kinkupu Santedi
- Thomas Söding
- Jerzy Szymik
- Dominic Veliath SDB

### 8. Quinquennium (19. Juni 2009 – 23. September 2014)
- Charles Morerod OP, Schweizer Theologe, Rektor der Päpstlichen Universität Heiliger Thomas von Aquin und seit 2011 Bischof von Lausanne, Genf und Freiburg
- Savio Hon Tai-Fai SDB, Kurienerzbischof in der Kongregation für die Evangelisierung der Völker
- Jan Liesen, niederländischer Theologe, Bischof von Breda
- Peter Damian Akpunonu, nigerianischer Professor an der University of Saint Mary of the Lake (Mundelein Seminary), Chicago
- Serge-Thomas Bonino OP, französischer Professor am Katholischen Institut von Toulouse
- Geraldo Luiz Borges Hackmann, brasilianischer Professor an der Päpstlichen Katholischen Universität von Rio Grande do Sul, Porto Alegre
- Sara Butler MSBT, US-amerikanische Professorin an der University of Saint Mary of the Lake (Mundelein Seminary), Chicago
- Antonio Castellano SDB, italienischer Professor an der Päpstlichen Universität der Salesianer, Rom
- John Cavadini, US-amerikanischer katholischer Theologe und Historiker an der University of Notre Dame in South Bend (Indiana)
- Adelbert Denaux, belgischer Professor an der Katholischen Universität Löwen und der Fakultät für katholische Theologie der Universität Tilburg
- Marco Doldi, italienischer Moraltheologe und Professor an der Facoltà Teologica dell’Italia Settentrionale
- Gilles Emery OP, Schweizer Professor für Systemische Theologie an der Université de Fribourg
- Mario Ángel Flores Ramos, mexikanischer Professor für Systemische Theologie an der Pontificia Università Cattolica del Messico
- Francis Gustilo SDB, philippinischer Theologe und Direktor des Don Bosco Studiencenters in Paranaque, Philippinen
- Barbara Hallensleben, deutsche dogmatische Theologin und Professorin an der Université de Fribourg
- Tomislav Ivančić, kroatischer Fundamentaltheologe und Professor an der Universität Zagreb
- István Ivancsó, ungarischer Theologe und Rektor der Ungarischen griechisch-katholischen Fakultät in Nyíregyháza
- Anthony Kelly CSsR, australischer Theologe und Professor an der Australian Catholic University, Canberra
- Paul McPartlan, britischer Professor für Systemische Theologie an der Catholic University of America
- Norris Thomas, irischer Professor für Systemische Theologie am St Patrick’s College, Maynooth
- Javier Prades López, spanischer Theologe an der Facultad de Teología „San Dámaso“ Madrid
- Johannes Reiter, deutscher Moraltheologe an der Johannes Gutenberg-Universität Mainz
- Paul Rouhana OLM, libanesischer Theologe an der Syrisch-Maronitischen Universität St. Esprit, Kaslik/Beirut
- Léonard Santedi Kinkupu, kongolesischer Systemischer Theologe an der Katholischen Universität Kinshasa
- Pierangelo Sequeri, italienischer Professor für Fundamentaltheologie und Vizepräsident der Facoltà Teologica dell’Italia Settentrionale (Theologische Fakultät Norditalien)
- Thomas Söding, deutscher Professor für Neutestamentliche Exegese an der Ruhr-Universität Bochum
- Jerzy Szymik, polnischer Theologe an der Schlesischen Universität Kattowitz
- Philippe Vallin, französischer Theologe an der Faculté de théologie catholique de Strasbourg (Universität Straßburg)
- Dominic Veliath SDB, indischer Systemischer Theologe am Kristu Jayanti College, Bengaluru
- Guillermo Zuleta, kolumbianischer Systemischer Theologe an der Universität Medellín

### 9. Quinquennium (23. September 2014 – 2020)
- Serge-Thomas Bonino OP, französischer Theologe, Generalsekretär
- Terwase Henry Akaabiam, Nigeria
- Prudence Allen RSM, USA
- Alenka Arko, Gemeinschaft Loyola, Russland/Slowenien
- Antônio Luiz Catelan Ferreira, Brasilien
- Piero Coda, Italien
- Lajos Dolhai, Ungarn
- Peter Dubovský SJ, Alttestamentler, Bratislava, Slowakei
- Mario Angel Flores Ramos, Mexiko
- Carlos María Galli, Argentinien
- Krzysztof Góźdź, Polen
- Gaby Alfred Hachem, Libanon
- Thomas Kollamparampil CMI, Indien
- Koffi Messan Laurent Kpogo, Togo
- Oswaldo Martínez Mendoza, Kolumbien
- Moira Mary McQueen, Kanada/Großbritannien
- Karl-Heinz Menke, Dogmatikprofessor, Universität Bonn, Deutschland
- John Junyang Park, Korea
- Bernard Pottier SJ, Belgien
- Javier Prades López, Spanien
- Tracey Rowland, Australien
- Héctor Gustavo Sánchez Rojas SCV, Peru
- Marianne Schlosser, Universität Wien, Österreich
- Nicholaus Segeja M'hela, Tansania
- Pierangelo Sequeri, Italien
- Željko Tanjić, Kroatien
- Gerard Francisco P. Timoner III OP, Philippinen
- Gabino Uribarri Bilbao, SJ, Spanien
- Philippe Vallin, Frankreich
- Thomas G. Weinandy OFMCap, USA

### 10. Quinquennium (ab 29. September 2021)
- Piero Coda, italienischer Theologe, Professor für systematische Theologie am Istituto Universitario „Sophia“ in Loppiano, Generalsekretär
- Edouard Adé, Präsident der Katholischen Universität von Ostafrika, Burkina Faso
- Yury Avvakumov, Professor für Theologie und Christumsgeschichte an der University of Notre Dame, USA
- Alberto Cozzi, Präsident des Istituto Superiore di Scienze Religiose in Mailand, Italien
- Marek Jagodziński, Professor für orthodoxe Theologie an der Katholischen Universität Lublin Johannes Paul II., Polen
- Víctor Ronald La Barrera Villarreal, Vizerektor des Centro Bíblico Teológico Pastoral para América Latina y el Caribe in Bogotá, Kolumbien
- Jorge José Ferrer SJ, Direktor der Abteilung für Theologie der Päpstlichen Katholischen Universität von Puerto Rico, Puerto Rico
- Simon Francis Gaine OP, Professor für Theologische Anthropologie und Ethik an der Päpstlichen Universität Heiliger Thomas von Aquin, Rom
- Étienne Vető ICN, Professor für Dogmatik an der Päpstlichen Universität Gregoriana, Rom
- Josée Ngalula RSA, Professorin für Dogmatik an der Université Catholique du Congo in Kinshasa, Demokratische Republik Kongo
- Robin Darling Young, Professor für Kirchengeschichte an der Katholischen Universität von Amerika in Washington, D.C., USA
- Reinhard Hütter, Professor für Theologie an der Katholischen Universität von Amerika in Washington, D.C., USA
- Isabell Naumann, Präsidentin des Catholic Institute of Sydney, Australien

(Quelle:)

### Präsidenten
- 1969–1981: Franjo Šeper
- 1981–2005: Joseph Ratzinger
- 2005–2012: William Joseph Levada
- 2012–2017: Gerhard Ludwig Müller
- 2017–2023: Luis Ladaria SJ
- ab 2023: Víctor Manuel Fernández

### Generalsekretäre
- 1972–1989: Philippe Delhaye
- 1989–2004: Georges Cottier OP
- 2004–2009: Luis Ladaria SJ
- 2009–2011: Charles Morerod OP
- 2011–2021: Serge-Thomas Bonino OP
- seit 2021: Piero Coda

### Beigeordnete Sekretäre
- 1969–1971: Jozef Tomko
- 1971–1974: Jozef Zlatňanský
- 1974–1985: Pierre Jarry
- 1985–1986: Adriano Garuti OFM
- 1987–1994: Pierre Jarry
- 1995–2003: Damian Marzotto
- 2003–2009: Guido Pozzo
- 2009–2011: Charles John Brown
- 2011–2015: Krzysztof Charamsa

## Theologische Gutachten
Seit 1969 hat die Kommission 28 Gutachten herausgebracht. Das Gutachten zum Limbus (2007) wurde von breiten Kreisen der Gesellschaft wahrgenommen und von den Medien als „Abschaffung des Fegefeuers“ fehlinterpretiert.

### Übersicht
1. Überlegungen zu Zielsetzung und Methoden der Kommission (1969)
2. Das katholische Priestertum (1970)
3. Einheit des Glaubens und theologischer Pluralismus (1972)
4. Die Apostolizität der Kirche und die apostolische Sukzession (1973)
5. Die christliche Moral und ihre Normen (1974)
A) Die „neun Thesen“ von Hans Urs von Balthasar
B) Die „vier Thesen“ von Heinz Schürmann
6. Lehramt und Theologie (1975)
7. Menschliches Wohl und christliches Heil (1976)
8. Die katholische Lehre über das Sakrament der Ehe (1977)
9. Ausgewählte Fragen zur Christologie (1979)
10. Theologie, Christologie, Anthropologie (1981)
11. Versöhnung und Buße (1982)
12. Würde und Rechte der menschlichen Person (1983)
13. Ausgewählte Themen der Ekklesiologie zum 20. Jahrestag nach Abschluss des II. Vatikanischen Konzils (1984)
14. Jesu Selbstbewusstsein und seine Sendung (1985)
15. Glaube und Inkulturation (1988)
16. Die Interpretation der Dogmen (1990)
17. Einige aktuelle Fragen der Eschatologie (1992)
18. Gott der Erlöser. Zu einigen ausgewählten Fragen (1995)
19. Das Christentum und die Religionen (1997)
20. Erinnern und Versöhnen: Die Kirche und die Verfehlungen in ihrer Vergangenheit (2000)
21. Das Diakonat. Entwicklung und Perspektiven (2002)
22. Gemeinschaft und Dienstleistung: Die menschliche Person – geschaffen nach dem Bilde Gottes (2004)
23. Die Hoffnung auf Rettung für ungetauft gestorbene Kinder (2007)
24. Auf der Suche nach einer universalen Ethik: ein neuer Blick auf das natürliche Sittengesetz (2009)
25. Theologie heute. Perspektiven und Kriterien (2012)
26. Der Dreifaltige Gott, Einheit der Menschen. Der christliche Monotheismus gegen die Gewalt (2014)
27. Sensus fidei im Leben der Kirche (2014)
28. Die Synodalität in Leben und Sendung der Kirche (2018)

### Auseinandersetzung mit der Befreiungstheologie
Die Theologenkommission setzte sich seit 1974 mit der Befreiungstheologie auseinander, die von den Kommissionsmitgliedern überwiegend abgelehnt wurde. Im Oktober 1976 beschäftigte die CTI sich auf ihrem jährlichen Treffen in Rom, an dem u. a. Hans Urs von Balthasar und Karl Lehmann teilnahmen, mit dem Thema. Die darauffolgende Erklärung Zum Verhältnis von menschlichem Wohl und christlichem Heil, mit der sie im August 1977 an die Öffentlichkeit trat, erregte Aufsehen und führte zur harten Linie der Glaubenskongregation gegenüber dieser theologischen Schule in den 1980er Jahren. Die Erklärung ging davon aus, dass die Befreiungstheologie zwischen materiellem Wohlergehen und spirituellem Heil in einer stets schon feststehenden Weise zueinander ins Verhältnis setze. Das Verhältnis müsse jedoch prinzipiell offen und unbestimmt bleiben.
Von Seiten der Befreiungstheologie wurde kritisch angemerkt, dass kein einziger Befreiungstheologe dem Gremium angehörte, wohl aber ein erklärter Gegner der Befreiungstheologie wie Bonaventura Kloppenburg. Die Brüder Leonardo und Clodovis Boff schrieben zu der Erklärung, sie bleibe „unterhalb des Niveaus, das man berechtigterweise von einem so qualifizierten Gremium hätte erwarten können.“